# Distretto di Chongos Bajo
Il distretto di  Chongos Bajo è uno dei nove distretti della provincia di Chupaca, in Perù. Si trova nella regione di Junín e si estende su una superficie di 102,74  chilometri quadrati.